# Montégut-en-Couserans
Montégut-en-Couserans är en kommun i departementet Ariège i regionen Occitanien i södra Frankrike. Kommunen ligger  i kantonen Saint-Girons som ligger i arrondissementet Saint-Girons. År 2022 hade Montégut-en-Couserans 73 invånare.

## Befolkningsutveckling
Antalet invånare i kommunen Montégut-en-Couserans
Referens: INSEE